# Konstanty Miller
Konstanty Miller (ur. w 1816, zm. w 1886 lub 1889 roku), znany także jako Konstanty Miller-Kossowski – organizator konspiracji niepodległościowej w zaborze rosyjskim, zamieszany w Spisek Hildebrandta, uniknął represji, bo ostrzeżony uciekł za granicę. Przebywał między innymi we Francji. Jako emigrant zaprzyjaźnił się z Norwidem i został uwieczniony w Promethidionie jako Konstanty.
Urodził się w Łucznikach na Podolu jako syn szlachcica tytułującego się baronem lub przedrostkiem "de" Ignacego Millera (jedyna polska rodzina baronów Miller to Miller von Müllegg) i Zofii Agnieszki, z domu Strusiówny. Jego ojciec, adwokat sądu wołyńskiego, straciwszy rodzinny majątek przeniósł się z rodziną do Żytomierza (wówczas stolicy guberni wołyńskiej). Miał brata Wiktora oraz ich trzy siostry: Julię (ur. żona Fortunata Grabowskiego, zesłańca) Łucja (później znana pianistka oraz żona zesłańca, Justyniana Rucińskiego) oraz Sabina. Ich najmłodsza siostra, Cecylia, zmarła we wczesnym dzieciństwie.
Wszechstronnie wykształcony, był utalentowanym pianistą i kompozytorem, lingwistą, a także lekarzem. Był także działaczem społecznym i niepodległościowym. Jako gimnazjalista w 1837 roku wygłosił płomienne przemówienie przeciw rosyjskiej opresji podczas pogrzebu Joasi Boczkowskiej, patriotycznej działaczki z Żytomierza, za co został natychmiast aresztowany i zesłany do Wiatki (obecnie Kirowa). Tylko interwencja jego matki u cara Mikołaja I ocaliła go przed długim więzieniem i zsyłką. Podczas studiów w Dorpacie (Tartu – dzisiejsza Estonia), dokąd po powrocie z Uralu został natychmiast wysłany przez zapobiegliwych rodziców, brał udział w spisku kierowanym przez Karola Hildebrandta. Po jego wykryciu uniknął represji, bo ostrzeżony uciekł do Anglii. Spędziwszy w Londynie kilka miesięcy wypełnionych nauką języka, żywymi kontaktami z tamtejszą emigracją (między innymi Tomaszem Olizarowskim) oraz intensywną eksploracją uroków metropolii, już jesienią 1839 roku wyruszył z Liverpoolu do Stanów Zjednoczonych, gdzie na statku „Ameryka” dotarł 3 września 1839 roku. W Nowym Jorku spotkał swego starszego brata Wiktora, który już wcześniej znalazł się w Ameryce jako emigrant po Powstaniu listopadowym.
W czasie pięciu lat spędzonych na Nowym Kontynencie Konstanty mieszkał głównie w Nowym Jorku, a utrzymywał się lekcji muzyki oraz koncertów, czego ślady przechowują do dziś archiwalne egzemplarze amerykańskiej prasy. Koncertując sporo podróżował, między innymi do Waszyngtonu, Bostonu, Baltimore i Buffalo, skąd zrobił wycieczkę nad Niagarę (zapisana później w formie utworu muzycznego „Souvenir de Niagara”), oraz innych, dużych miast wschodniego wybrzeża. W styczniu 1842 roku w sądzie Stanu Nowy Jork w Albany obaj z bratem Wiktorem, z przyczyn nie całkiem jasnych, zmienili nazwisko na Kossowski, pod którym pojawiać się będą przez kolejnych kilkanaście lat emigracyjnego życia.
W tym samym 1842 roku Wiktor wrócił do Europy. Dwa lata później uczynił to także Konstanty. Od 1844 roku przebywał między innymi we Francji, gdzie obaj z bratem brali czynny udział w życiu Wielkiej Emigracji, ale także we Włoszech i Szwajcarii, a w końcu w Belgii, gdzie studiował medycynę na Uniwersytecie w Louvain i w 1857 roku otrzymał tam dyplom chirurga i położnika. Na emigracji przyjaźnił się z Norwidem i został uwieczniony w „Promethidionie” jako Konstanty. Utrzymywał też żywe związki z intelektualnymi i artystycznymi elitami Europy tamtych czasów. Spotykał się między innymi Lisztem i Thalbergiem, których utwory chętnie wykonywał jako pianista.
Po ogłoszeniu amnestii dla popowstaniowej emigracji w maju 1856 roku, kiedy to car Aleksander II zniósł w Królestwie i na Litwie stan wojenny, Konstanty wrócił do Polski na rodzinne Kresy. Tam, w majątku przyjaciół poznał młodszą od siebie o dwadzieścia cztery lata Sewerynę Żulińską, siostrę stryjeczną Romana Żulińskiego. W 1858 roku pobrali się. Mieli pięcioro dzieci:
- Seweryna (zmarłego w wieku pięciu lat na szkarlatynę),
- Wiktorię (później żonę Stefana Choroszewskiego, lekarza),
- Klementynę (żonę kartografa wojskowego Pawła de Nikitina),
- Zofię (zmarłą młodo na gruźlicę) oraz
- Henrykę, przyszłą żonę Karola Brauna (notariusza) matkę Juliusza Henryka (adwokata) i Jerzego (pisarza i filozofa), babkę Terelizy Braun (działaczki społecznej), Marii Braun-Gałkowskiej (psychologa), Kazimierza Brauna (reżysera teatralnego) i Juliusza Brauna (w latach 1999–2003 przewodniczącego Krajowej Rady Radiofonii i Telewizji).

Po powrocie na Podole Konstanty pracował jako lekarz i wraz z rodziną często przenosił się z miejsca na miejsce przemierzając wschodnie Kresy od Kijowa, przez Krzemieniec i Żytomierz, gdzie mieszkały jego siostry, po Odessę, gdzie z kolei osiadł jego brat Wiktor z rodziną. W tym okresie próbował opisać swoje życie we „Wspomnieniach z Tułactwa”. Pierwszy tom, zawierający jego dzieje od wyjazdu z Żytomierza po przybycie do Ameryki, wydano w Kijowie w 1862 roku i przechowuje go dziś Biblioteka Narodowa (sygn. 70446 I). Kolejny – choć zapowiedziany – nie ukazał się. Gdy żona Konstantego, Seweryna, zmarła przedwcześnie w Odessie w 1873 roku, małymi podówczas dziećmi zajęła się młodsza siostra Konstantego, Sabina Miller oraz dalsza rodzina, sam Konstanty natomiast poświęcił się pracy. Był oddanym lekarzem. Pisał również książki o tematyce medycznej. I tak w roku 1858 drukarnia Wolfanga Gerharda w Lipsku opublikowała „Domowy Lekarz – Homeopata czyli poradnik jak leczyć zwyczajne choroby homeopatycznemi środkami w nieobecności do przybycia lekarza, napisany przez dr. K. Millera, przetłumaczony i wydany przez B.M. Wolffa w Petersburgu. Następnie w roku 1875 w Petersburgu w drukarni F. Suszczyńskiego ukazał się przekład z niemieckiego wydania T. Flemminga „Cech trzydziestu ważniejszych homeopatycznych lekarstw dla ułatwienia użycia onych w chorobach. Przez dr. medycyny K. Millera”. Obie książki można znaleźć dziś w Bibliotece Jagiellońskiej. Były to kolejne z publikacji Konstantego Millera. Jako autor spełniał się bowiem już wcześniej pisząc o muzyce i polityce oraz wydając własne utwory muzyczne. Dokładna data i miejsce śmierci nie są znane.
Konstanty Miller jest wzmiankowany między innymi w:
- Dubiecki Maryan, Na kresach i za kresami, Księgarnia Idzikowskiego, Kijów 1914.
- Dziennik małej patriotki 1860 – 1865 Maryjki Bohowityn-Kozieradzkiej (Życie polskie na kresach ukrainnych, Krzemieniec, Kijów, powstanie 63), zebrała Marja Świderska nakładem księgarni Pisza w Tarnowie.
- Ruciński Justynian, Pamiętnik zesłania na Sybir Justyniana Rucińskego, Lwów 1895.
- Witkowska Alina, Cześć i skandale: O emigracyjnymdoświadczeniu Polaków, Gdańsk 1997.